# Línea de la Segunda Avenida
La línea de la Segunda Avenida  consiste en una serie de proyectos de obras públicas y estudios de ingeniería comprometidos en la construcción de una línea de metro bajo la Segunda Avenida en el borough de Manhattan, como parte del sistema del metro de Nueva York. El 20 de marzo de 2007 la Autoridad Metropolitana del Transporte (cuyas siglas en inglés son MTA), adjudicó el contrato para las excavaciones de la línea de la Segunda Avenida a un consorcio conformado por las empresas constructoras Schiavone, Shea y Skanska. El diseño final del túnel fue completado mediante un acuerdo de inversión conjunta entre el DMJM Harris y Arup. El contrato y el acuerdo de financiación con la Administración Federal de Tránsito para la primera fase del proyecto, empezarán a regir dentro de unos meses. La primera fase del proyecto consistiría en una extensión del servicio Q (Broadway Expreso) hacia la Segunda Avenida y la Calle 96. La ceremonia de colocación de la primera piedra para el metro de la Segunda Avenida se realizó el 12 de abril de 2007 y los contratistas prepararon el terreno para el inicio de la construcción el 23 de abril de 2007. Las excavaciones para construir el túnel se realizan mediante una tuneladora (TBM).
Como consecuencia de los "falsos comienzos", el SAS (metro o línea de la Segunda Avenida) es a menudo citado como un ejemplo atroz de excesivo trámite burocrático e ineptitud del gobierno local. Sin embargo, las razones para su retraso son numerosas y complejas. Algunas veces, la línea es referida como "The Line That Time Forgot" (en español: La línea que el tiempo olvidó).

## Inicios
Originalmente fue propuesta en 1929 como parte de la masiva expansión del Sistema Independiente del Metro (o sus siglas en inglés IND), el trabajo en la línea nunca inició debido a la Gran Depresión que azotaba al estado y al país. La necesidad de construir la línea de la Segunda Avenida creció demasiado, especialmente en los últimos años, ya que el East Side de Manhattan ha experimentado un creciente desarrollo inmobiliario. Actualmente, la única opción para el Upper East Side es la línea de la Avenida Lexington de cuatro vías y muy conocida por ser la más atestada del país. El promedio de pasajeros al día en esta línea es de 1.3 millones, cantidad que duplica a todo el sistema del metro de Washington y supera los sistemas de ferrocarriles de San Francisco, Chicago y Boston combinados. Las rutas de los autobuses locales están igual de atestadas durante el día. La línea de la Segunda Avenida tendrá otras dos vías para contrarrestar la brecha que ha existido desde que la línea de la Segunda Avenida IRT fue demolida entre 1940 y 1942 y la línea de la Tercera Avenida IRT fue desmantelada entre 1955 y 1956.
En 1945, la ciudad inició los planes para la construcción de la línea y en ese mismo año compró los prototipos del tren (modelo R11) para usarlos en la nueva línea. En 1951 y en 1967 los ciudadanos de Nueva York votaron en un referéndum para la aprobación de su construcción. El dinero aprobado en el referéndum de 1951 fue destinado a la compra de nuevos vagones, plataformas y al mantenimiento de otras partes del envejecido metro de la ciudad de Nueva York. El dinero obtenido en el referéndum de 1967 fue usado principalmente para dar inicio a la excavación del túnel bajo la Segunda Avenida, la cual comenzó en 1972; sin embargo, pocos años después, la ciudad se volvió insolvente.
El 8 de noviembre de 2005, los ciudadanos del estado de Nueva York votaron en un nuevo referéndum para que se aprobara un decreto de Transporte, el cual incluía la financiación parcial para la construcción de la línea de la Segunda Avenida y otros proyectos. Su aprobación fue tan criticada como el proceso de su construcción. Después de numerosos avisos en los que se mencionaba que si no se aprobaba el referéndum la ciudad podría cancelar el proyecto, el presidente de la MTA Peter S. Kalikow dijo: "Ahora es cuestión nuestra si debemos terminar el trabajo" después de su aprobación con un margen de 55-45%.
En agosto de 2006, la MTA publicó la ubicación de todas las futuras estaciones, incluyendo las que ya habían sido construidas para la línea de la Segunda Avenida, la ampliación de la Línea Siete y la nueva estación South Ferry, las cuales serían acondicionadas con un sistema especial de aire acondicionado para reducir la temperatura en todas las plataformas.
En noviembre de 2007, Mary Peters, el Secretario de Transporte de los Estados Unidos afirmó que la línea de la Segunda Avenida recibiría $1.3 mil millones en fondos federales para completar la primera fase del proyecto, que serían repartidos en un periodo de siete años.

## Historia
Poco después de la Primera Guerra Mundial reapareció la necesidad de una línea del metro bajo la Segunda Avenida en Manhattan. En 1919, la Comisión de los Servicios Públicos de Nueva York hizo un estudio a instancia del ingeniero Daniel L. Turner para determinar las mejoras que el sistema de transporte público de Nueva York necesitaba. La línea elevada de la Segunda Avenida operaba por encima de la Segunda Avenida justo al norte del Puente de Queensboro hasta 1940 y al sur hacia el centro de la ciudad hasta su clausura en 1942, mientras que la línea elevada de la Tercera Avenida operaba una cuadra al oeste hasta su desmantelamiento en 1955.
El reporte final de Turner, titulado Proyecto de Ampliación del Sistema de Tránsito Rápido, fue un plan masivo que ofrecía nuevas rutas bajo cada extremo sur y norte de las avenidas de Manhattan, con extensiones a las líneas que iban hacia Brooklyn y Queens y varios cruces desde The Narrows hacia Staten Island. Varios modelos a escala de los proyectos de Turner fueron ofrecidos como propuestas para el Sistema Independiente del Metro (IND). Entre los planes estaba construir una línea masiva bajo la Segunda Avenida que consistía en por lo menos seis vías y numerosos ramales por todo Brooklyn, Queens y el Bronx.
En 1929, el Comité de Transporte de la Ciudad de Nueva York aprobó tentativamente la expansión, en la cual se incluía la línea de la Segunda Avenida con una construcción cuyo valor proyectado era de $98.900.000, sin contar la adquisición del terreno. De norte a sur, el plan de 1929 incluía cuatro vías desde el río Harlem (donde continuaría al norte como una línea hacia el Bronx con varios ramales) a la Calle 125, seis vías desde la Calle 125 hacia un enlace con la línea de la Sexta Avenida en la Calle 61, cuatro vías desde la Calle 61 hacia la Calle Chambers y dos vías desde la Calle Chambers hasta la Calle Pine.
Debido a la Gran Depresión y el alto costo de la ampliación, el proyecto se volvió inmanejable. La construcción de la primera fase de la IND estaba retrasada y la ciudad y el estado no pudieron obtener los fondos necesarios para construir la línea. En 1931, fue propuesta una ampliación más pequeña que incluía un desvío en la Calle 34 y una conexión en la Calle Crosstown.
Debido a todo lo ocurrido, se hicieron varios estudios adicionales del plan. Para 1939, la construcción tuvo que ser pospuesta indefinidamente, y la línea de la Segunda Avenida pasó a ser sólo una "propuesta" de la Autoridad de Tránsito de Nueva York. El plan de 1939 para la expansión del metro no sólo incluía la línea que pasaba por el Bronx (por ahora como una sola línea hacia Throgs Neck), sino que pasaba por el sur de Brooklyn conectándola con el cruce de la línea de la Calle Fulton en la Calle Court.
En 1941, cuando Estados Unidos entró en la Segunda Guerra Mundial, se ordenó que todos los proyectos públicos más urgentes e importantes fuesen terminados, provocando que la línea de la Segunda Avenida fuese pospuesta nuevamente.

### Posguerra
Finalmente, en 1945, los planes para la construcción de la línea de la Segunda Avenida fueron revisados otra vez. Las vías localizadas al sur de Manhattan fueron abandonadas para futuras conexiones para conectar la línea hacia Brooklyn. Para 1950, los planes eran construir una conexión desde la Segunda Avenida en la Calle 76 hacia la Avenida 34 en Queens, mediante un nuevo túnel bajo el Río Este. La ciudad pudo incrementar el dinero para la construcción, pero el comienzo de la guerra de Corea causó que subieran los precios de los materiales de construcción y el inicio de una masiva inflación.
En el nuevo plan de 1947 la línea de la Segunda Avenida pasaría por Brooklyn, por medio de las vías de la BMT sobre el puente de Manhattan y el de Williamsburg. Una conexión permitiría a los trenes de estos puentes ir hacia la línea de la Sexta Avenida en vez de la línea de la Segunda Avenida. Otras conexiones hacia la línea de la Segunda Avenida fueron planeadas en la Calle 57, por medio de una línea que las conectaría hacia la línea de la Sexta Avenida; dos vías expresas serían construidas a lo largo de la línea al norte de la Cuarta Calle Oeste. La línea Pelham cambiaría de rieles para pasar a la división IND/BMT (este plan también incluye otras conexiones, que fueron construidas), y se conectaría con la línea de la Segunda Avenida. La línea de la Segunda Avenida terminaría al norte de esa conexión, en la Calle 149, con transferencias hacia la línea White Plains Road y la línea elevada de la Tercera Avenida, una de las últimas líneas en ser demolidas al sur de la Calle 149.
En 1949, el Comité del Transporte de Nueva York aceptó la entrega de diez nuevos prototipos de vagones hechos de acero inoxidable de la Compañía Budd, los modelos que serían usados para la línea de la Segunda Avenida eran los R-11. Cada vagón costó $100.000, las formaciones se llamaron coloquialmente "trenes del millón de dólares". Los vagones se caracterizaban por sus ventanas redondas estilo portilla y un nuevo sistema direccional público. Como reflejo de las preocupaciones del día por la salud pública, especialmente en lo que respecta a la polio, los vagones modelo R-11 fueron equipados con filtros de aire electrostáticos y lámparas ultravioletas en su sistema de ventilación para matar a los gérmenes.
El plan de 1954 incluía otro alimentador, un túnel bajo el Río Este en la Calle 76, y una conexión con las vías del Ferrocarril de Long Island (en la cual se podría usar como subterráneo) hacia la línea de la Segunda Avenida con dirección hacia el centro de la ciudad. Este plan fue revitalizado como parte del referéndum aprobado en 2005 para el transporte, en la cual conectaría a las vías de la LIRR con la terminal Grand Central vía el túnel de la Calle 63 como parte del proyecto Acceso al East Side.
El extremo sur del plan de 1947, consistía en conectar los puentes de la BMT con la línea de la Sexta Avenida. La conexión fue construida en los años 1960 y abrió en 1967 como la conexión de la Calle Chrystie. Otras partes del plan fueron llevadas a cabo, incluyendo la conexión de la Calle 57 (movida a la Calle 63) y el abandono de la línea de la Tercera Avenida al sur de la Calle 149, pero el resto de la Segunda Avenida no fue construida. Los planes ahora incluyen dos vías adicionales en la Calle Chrystie en el área principal de la línea de la Segunda Avenida; los planes actuales tienen a las nuevas vías bajo las viejas, aunque  los planes antiguos tenían una vía en cada lado de la conexión de la Calle Chrystie.

### Años 1970: Segmentos completados
En 1964, el congreso aprobó la Ley de Transporte Urbano en Masa, prometiendo nuevos fondos federales para proyectos de transporte público en las ciudades de Estados Unidos por medio de la Administración de Transporte Urbano en Masa. En 1967, se aprobó un bono de US$2.5 mil millones para el transporte, en la cual US$600 millones iban dirigidos a los proyectos de la ciudad de Nueva York. El proyecto de la Segunda Avenida fue tomado como de alta prioridad, y sería extendida desde la calle 34 hacia el Bronx. La ciudad obtuvo una subvención por parte del UMTA para iniciar las construcciones, y la ceremonia de la colocación de la primera piedra fue celebrada el 27 de octubre de 1972. La construcción empezó poco después en la Segunda Avenida y la Calle 113.
Sin embargo, la ciudad empezó a experimentar su peor crisis fiscal. El estancamiento de la economía de 1975, combinado con la masiva inmigración hacia los suburbios, dio lugar a un desastre fiscal a la ciudad. La construcción de la línea se detuvo, con sólo tres secciones del túnel fueron completadas, además de la conexión de la calle Chrystie. Estas secciones están entre la calle Pell, la Calle Canal y las calles 99, 105, 110 y 120. Las dos secciones del extremo norte entre las calles 99, 105, 110 y 120, serán utilizadas en la segunda fase del plan actual de la Línea de la Segunda Avenida (de la Calle 96 a 125). La sección desde Pell hacia Canal no será utilizada por el plan alternativo, porque haría que la línea esté más alejada de esta sección. La construcción también empezó entre la Segunda Calle y la Novena Calle, aunque la longitud se desconoce; algunos rumores dicen que sólo se trasladaron los servicios públicos, mientras otros dicen que se hicieron las excavaciones pero las volvieron a llenar.

### Años 1990 y 2000
Con la economía de la ciudad apenas recuperándose a inicios de los años noventa, los esfuerzos para completar la construcción de la línea de la Segunda Avenida fueron revividos. El aumento de pasajeros de la línea de la Avenida Lexington, la única línea troncal al este del Parque Central en Manhattan, demostró la necesidad de tener la línea de la Segunda Avenida. La declaración de impacto ambiental de la MTA fue aprobada en abril de 2004; la última propuesta es para una línea de dos vías desde la Calle 125 a la Avenida Lexington en Harlem, bajo la Segunda Avenida hacia Hanover Square en el Distrito Financiero de Manhattan. La nueva línea para el metro tendrá dos servicios. La línea de la Segunda Avenida se extenderá desde Harlem hacia el distrito financiero y probablemente se le designará la letra T. Sin embargo, es el otro servicio, una extensión propuesta para el tren Q, la que empezará a transportar pasajeros.
La MTA propone construir la línea de la Segunda Avenida en cuatro segmentos con conexiones a las otras líneas. El primer segmento (primera fase) es una extensión propuesta para el tren Q de la línea Broadway a través de la Calle 63 y al norte, a lo largo de la Segunda Avenida hacia el Upper East Side en la Calle 96. Los otros tres segmentos, en el orden en el que serán construidos son: una extensión del tren Q con dirección hacia la Calle 125 desde la Calle 96 (fase 2), otra extensión desde la Calle 63 hacia la Calle Houston (tercera fase, introducción de la línea T) y finalmente una extensión desde la Calle Houston hacia Hanover Square, Manhattan (cuarta fase, servicio completo de la línea T).
En noviembre de 2005 los neoyorquinos votaron en un referéndum para la aprobación sobre un bono de transporte, el cual facilitó la financiación estatal para que se pudiera iniciar la construcción de la primera fase, el primer contrato para la construcción del plan actual fue finalmente firmado y la MTA está esperando un acuerdo para poder recibir la financiación del gobierno federal para completar la primera fase. Según la MTA la segunda fase también será construida, especialmente porque se tomaría ventaja de 15 cuadras de túneles de metro que fueron construidos en los años setenta al norte de la Calle 99 que han sido mantenidas por la MTA.
Los segmentos del Bajo Manhattan son muy probables que se construyan, pero debido a las presiones de los ciudadanos podrían construirse, especialmente si la primera y segunda fase se construyen sin ningún problema. El proyecto del Acceso al East Side, atraerá a miles de pasajeros del Ferrocarril de Long Island hacia la terminal Grand Central y para el 2013, se incrementaría el número de pasajeros en la línea de la Avenida Lexington y es muy seguro que alejen la parte inferior del proyecto de la línea de la Segunda Avenida (tercera y cuarta fase) por el servicio de metro East Side.
La línea se construirá con una tuneladora a niveles profundos para evitar la reubicación de los caños de servicios públicos y el método antiguo de "cavar y cubrir" que hace que las calles sean interrumpidas al tráfico, peatones y al comercio. Sólo las estaciones usarán el método de "cavar y cubrir" para su construcción; sin embargo, se están realizando esfuerzos para minimizar el impacto de esta construcción.
La construcción empezará con la reubicación de los servicios públicos, que tomará un tiempo aproximado de seis meses. Una trinchera será excavada desde la calle 96 hacia la calle 93; la excavadora del túnel empezará a funcionar en la calle 92 y excavará hacia el sur conectando a varios pozos desde la calle 86 a la calle 72, que serán hundidos para construir las estaciones del metro. Las excavaciones tomarán al menos un año. A junio de 2008, los trabajos substanciales de la reubicación en las calles 91 y 96 han sido logrados.
El Departamento de Transporte de los Estados Unidos anunció el 18 de diciembre de 2006 que permitirá que la MTA se comprometa a dar $693 en fondos para la construcción de la línea de la Segunda Avenida y que la cuota federal de esos costos debería de reembolsarse con los fondos del FTA transit, sujeta a los créditos laborales y la certificación final.
A finales de enero de 2007, los medios de comunicación de Nueva York reportaron, que un contrato de $333 millones sería otorgado a tres firmas estadounidenses para la construcción de la primera fase. El precio real fue de $337 millones.
La tuneladora empezó a excavar en la calle 92 y no en la calle 96 como se había reportado. La estación de la calle 96 usará el método de "cavar y cubrir".
La colocación de la primera piedra para el proyecto de la construcción de la línea de la Segunda Avenida se realizó el 12 de abril de 2007, en  un segmento del túnel construido en los años 1970 en la calle 99. La MTA reportó que la sección del túnel de la línea construido en los 1970s (la cual será parte de la primera y segunda fase) estaba en perfectas condiciones.
La MTA está investigando la viabilidad de construir la línea de la Segunda Avenida en la ciudad de Nueva York (excluyendo el AirTrain JFK) para poner las plataformas de puertas de cristales, esto prevendría incendios y accidentes. Sin embargo, debido a que los materiales rodantes no pueden ser usados en las operaciones automáticas, tendrán que ser diseñados para ser operados por humanos y poder alinear los trenes con las puertas cuando paren en una estación.

## Métodos de construcción planeados
| Calles  | Método de construcción | Calles | Método de construcción      | Calles | Método de construcción      | Calles | Método de construcción      | Calles     | Método de construcción |
| 120–125 | Cavar y cubrir         | 98–106 | Existente                   | 71–73  | Explosivos y cavar y cubrir | 34–41  | Tuneladora                  | 11–15      | Cavar y cubrir         |
| 117–120 | Existente              | 95–98  | Cavar y cubrir              | 58–71  | Tuneladora                  | 32–34  | Cavar y cubrir              | Hanover-11 | Indecisa               |
| 114–117 | Cavar y cubrir         | 87–95  | Tuneladora                  | 56–58  | Cavar y cubrir              | 24–34  | Tuneladora                  |            |                        |
| 109–114 | Existente              | 84–87  | Explosivos y cavar y cubrir | 43–56  | Tuneladora                  | 22–24  | Explosivos y cavar y cubrir |            |                        |
| 106–109 | Cavar y cubrir         | 73–84  | Tuneladora                  | 41–43  | Explosivos y cavar y cubrir | 15–22  | Tuneladora                  |            |                        |

## Rutas y estaciones
Los planes para la línea del metro de la Segunda Avenida consisten en cavar 13.6 km (8.5 millas) de vías desde la Calle 125 en Harlem al sur de Hanover Square en el Distrito Financiero. Inicialmente durante la primera fase, la línea empezaría en la intersección de la Segunda Avenida y la Calle 96, operando al sur para unirse con la línea Broadway por medio de la existente  línea de la Calle 63 BMT. Las estaciones de la primera fase estarán localizadas en la calle 96, calle 86 y la calle 72. Se anticipó que el servicio Q será extendido desde su terminal actual en la Calle 57–Séptima Avenida hasta la calle 96, posteriormente en la segunda fase hasta la calle 125 y la Avenida Lexington. Después de la tercera fase, el nuevo servicio T operará desde la calle 125 hasta la calle Houston. Después de la cuarta fase el servicio T operará en toda la línea de forma permanente, desde la calle 125 hasta Hanover Square.
Las nuevas estaciones para la nueva línea de la Segunda Avenida serían las siguientes:
| Estación | Fecha de inauguración | Transferencias y notas |
| --- | --------------------- | --- |
| Provisión por una extensión a lo largo de la Calle 125                                                                                         |                       | |
| Calle 125 | Planeado (fase 2)     | 4 5 6 <6> (línea de la Avenida Lexington) conexión hacia Harlem–Calle 125 (Ferrocarril Metro–North) en la Avenida Lexington y la Calle 125 Estación terminal norte para los servicios Q (Segunda fase) y T (Tercera fase) |
| Calle 116 | Planeado (fase 2)     | Provisión por una extensión a El Bronx de este estación |
| Calle 106 | Planeado (fase 2)     | |
| Calle 96 | 1 de enero de 2017    | estación terminal para el servicio Q |
| Calle 86 | 1 de enero de 2017    | |
| Calle 72 | 1 de enero de 2017    | |
| El servicio Q se divide hacia la línea Broadway a través de la línea de la Calle 63 BMT; T continua abajo de la Segunda Avenida (tercera fase) |                       | |
| Calle 55 | Planeado (fase 3)     | E M (línea Queens Boulevard) 4 6 <6> (línea de la Avenida Lexington) |
| Calle 42 | Planeado (fase 3)     | 7 <7> (línea Flushing) S (línea 2nd Street Shuttle) 4 5 6 <6> (línea de la Avenida Lexington) conexión hacia la terminal Grand Central (Ferrocarril Metro–North)                                                          |
| Calle 34 | Planeado (fase 3)     | |
| Calle 23 | Planeado (fase 3)     | |
| Calle 14 | Planeado (fase 3)     | L (línea Canarsie) en la estación de la Tercera Avenida |
| Calle Houston | Planeado (fase 3)     | F (línea de la Sexta Avenida) en la estación Lower East Side–Segunda Avenida |
| Calle Grand | Planeado (fase 4)     | B D (línea de la Sexta Avenida) y en la parte inferior la existente estación de la Calle Grand |
| Chatham Square | Planeado (fase 4)     | en la Calle Worth |
| Seaport | Planeado (fase 4)     | en la Calle Fulton |
| Hanover Square | Planeado (fase 4)     | en Old Slip |
| Provisión por una extensión a Brooklyn |                       | |

Las estaciones del mapa mostrado arriba operarán en la línea de la Segunda Avenida con sus terminales en la calle 125 y Hanover Square. Además del servicio principal, denominado como el servicio T, una conexión está planeada hacia la línea Broadway, utilizando una conexión existente vía la línea de la Calle 63 BMT, como parte de la primera fase. Es posible que el servicio Q sea extendido al norte desde la Calle 57–Séptima Avenida, girando al este bajo el Central Park en una parte sin usar de la línea de la Calle 63 BMT. El tren Q pararía en la Avenida Lexington–Calle 63 con un cruce de plataforma para transferirse hacia la línea de la Calle 63 IND (F) antes de convergerse con la línea de la Segunda Avenida en la Calle 64. Así, de esta manera los residentes de Spanish Harlem y los de Upper East Side tendrán un acceso directo hacia la Segunda Avenida y el distrito financiero de Manhattan al igual que un servicio directo a Broadway al distrito financiero y por puente de Manhattan hacia Brooklyn.
Una conexión adicional está planeada entre las líneas hacia el Bajo Manhattan (alrededor de la calle 62) y la línea de la Calle 63 IND hacia Queens, según los planes actuales el servicio regular no será necesario. También se están haciendo previsiones para una extensión que pasaría al norte bajo la Segunda Avenida y al pasar por la Calle 125 hacia el Bronx, y una extensión al sur de Brooklyn. Ninguna conexión de vías será provista hacia la Conexión de la Calle Chrystie.
Justo al norte de la Calle Broome, la línea pasará por un túnel sin uso, o la única parte del Lower Manhattan Expressway en ser construido.

## Estado de la construcción
Con las financiaciones listas, la colocación de la primera piedra para la primera fase de la línea fue realizada el 12 de abril de 2007.
Fecha de la construcción:
- 2007-2015:[22] Fondos y financiaciones federales listos para la primera fase (Calle 96 hacia la Calle 63).[23] Un contrato de $333 millones fue otorgado el 22 de marzo de 2007 a tres firmas estadounidenses para construir la primera fase. La construcción de la línea de la Segunda Avenida empezó entre la Calle 91 y la calle 96 el 23 de abril de 2007 (aunque la ceremonia de la colocación de la primera piedra se realizó el 12 de abril de 2007). En el presupuesto de mejoras para el 2008, la MTA atrasó la fecha de culminación de la primera fase del 2014 al 2015. La primera fase fue inaugurado en el 1 de enero de 2017.
- 2014-2017: Ingeniería en curso de la segunda fase (Calle 125 hacia la Calle 96). Al 25 de febrero del 2008, la MTA desaprobó la propuesta que daría comienzo a la segunda fase.
- 2015-2018: Ingeniería en curso de la tercera fase (Calle 63 hacia la Calle Houston). Sin compromisos de financiación.
- 2017-2020: Ingeniería en curso de la cuarta fase (Calle Houston hacia Hanover Square). Sin compromisos de financiación.